# Thecla betulina
Thecla betulina is een vlinder uit de familie Lycaenidae. De wetenschappelijke naam is gepubliceerd in 1887 door Staudinger.